# アブ・カマル
アブ・カマル（アル=ブーカマール、アブーカマール、Abu Kamal、アラビア語：أبو كمال ）はシリア東部のデリゾール県に属するユーフラテス川沿いの都市。イラクとの国境の間近にあり、人口は約64,000人。イラク北西部からシリア北東部にかけて広がるジャズィーラ地方に属する。
周囲はユーフラテス川が形成した河谷にある平野であり、西のシリア砂漠の台地とも、東のメソポタミア中央部の平原とも異なった地形である。アブ・カマルの町はユーフラテスで二つに分かれており、西のレバント側はシャミーヤ（Shamiyya）、東のメソポタミア側はジャズィーラ（Jazira）と呼ばれる。
アブ・カマルは古くから、穀物や綿花栽培などの農業および牧畜が盛んで経済的に豊かな場所であり、アラブ人の農民やベドウィンの遊牧民が住んでいた。周囲には古代メソポタミアの都市国家マリの遺跡や、ヘレニズム期から古代ローマ期にかけての都市遺跡ドゥラ・エウロポスなどがある。

## 語源
オスマン帝国時代、アブ・カマルはトルコ語で軍の基地を意味する「カシュラ」（qashla）と呼ばれていた。アブ・カマルはこの周辺に住む部族がこの地方を呼んだ名前で「カマールの父」を意味する。

## 歴史
古代ローマ時代、メソポタミアの一部であったこの地には、ローマとインドを結ぶ重要な交易拠点ドゥラ・エウロポスがあった。パルミラ帝国のゼノビア女王は一時この街を征服した。イスラム帝国の初期、ジャズィーラ地方の行政中心地はアルメニアの行政中心地を兼ねていた。もとシリアの総督でウマイヤ朝を創始したムアーウィヤの時代、ジャズィーラ地方はシリア地方に含まれていた。
17世紀、アブ・カマル（またはエブ・ケマル Ebukemal）はオスマン帝国の領土となり、アル・ルファ（現在のトルコ領シャンルウルファ）を中心とするアル・ルファ州管轄下の県（sanjak）の所在地となった。
1921年、フランスは上流の都市デリゾールとともにアブ・カマルを占領し、イギリス委任統治下のイラクとの国境になったアブ・カマルに大きな基地を置いた。シリア・イラク国境にあるというこの地の商業的・政治的重要性は、イラク戦争後ますます重要になっている。アメリカ軍占領下のイラクに向かった民兵（ムジャーヒディーン）の多くはアブ・カマルの国境からイラクに出入りしている。
2008年10月26日にはアメリカ軍がイラク領内からアブ・カマルへの越境作戦を行い、シリアにおけるアル＝カーイダ幹部でモースル出身のイラク人アブー・ガディヤフ（本名バドラーン・マズィディフ）を殺害したとの報道がなされた。シリア側は死亡したのは全員一般市民で、死者は8人であるとしている。
シリア内戦ではISILの支配下に置かれ、2016年6月28日から29日にかけて、アメリカ軍の支援を受けた新シリア軍によりアル＝ブーカマール攻勢が敢行されたが、失敗に終わった。2017年11月8日、シリア政府軍と親政府の民兵組織が奪還。